# Plataforma logística
Plataforma logística é a denominação do local onde está concentrada uma gama de estruturas, zonas e alternativas para a logística de um determinado produto, aumentando assim a eficiência da atividade em si.

## Zonas de uma plataforma logística
Uma plataforma logística deve ser composta por três zonas (Boudoin, 1996, Cit. por DUBKE et al.- Plataformas Logísticas: características e tendências para o Brasil, p. 2):
Zona de serviços gerais:
- Recepção
- Informação
- Acomodação e alimentação
- Bancos
- Agência de viagens e estacionamento
- Abastecimento e reparos
- Serviços de alfândega
- Comunicação e administração

Zona de serviços de transporte: incluindo estruturas de grandes eixos de transporte
A plataforma deve ser multimodal incluindo:
- Transportes rodoviários, ferroviários, marítimos e aéreos

Zona de operadores logísticos: dando condições prestar serviços de:
- Fretamento
- Corretagem
- Assessoria comercial e alfandegária
- Aluguer de equipamentos
- Armazenagem
- Transporte
- Distribuição

## Vantagens e desvantagens de uma plataforma logística
De entre as vantagens de se criar uma plataforma logísticas destacam-se (Fernández, 2004, p. 8):
- Ao agrupar os pedidos das empresas, realiza pedidos maiores aos fornecedores, desta forma é possível conseguir-se condições económicas mais vantajosas, dando origem a descontos sobre os volumes de compras.
- Ao construir-se uma plataforma logística, esta consegue armazenar uma boa parte do stock das empresas. Graças a isso diminuía-se o espaço necessário para armazenagem da empresa, podendo utilizar mais espaço para superfície de venda ou de exposição dos seus produtos.
- A plataforma faria os pedidos directamente aos fornecedores, alcançando assim os produtos das cadeias de distribuição. Assim as empresas pediam à plataforma os produtos necessários e estes seriam enviados conjuntamente. Se não existisse plataforma logística as empresas pediam os seus produtos a diferentes fornecedores aumentando o número de transportes necessários.

Uma das desvantagens de uma plataforma logística é:
- Esta ter custos muito elevados dos quais se destacam: operadores, energia, manutenção de maquinaria, etc (Fernández, 2004, p. 8).

## Plataformas logísticas em Portugal
Em Portugal pretende-se criar uma rede de plataformas logísticas. Esta rede provem do projecto Portugal Logístico que é constituído por três grupos (Portugal, 2007, p. 11):
1. Rede Nacional de Plataformas Logísticas
2. Criação de uma estrutura de planeamento e regulação,a partir do ITT (Instituto de Transportes Terrestres) e de diversas sociedades locais
3. Acções concertadas ao nível da logística urbana

Pretende-se criar quatro classes diferentes de plataformas (Portugal, 2007, p. 13):
1. Plataformas urbanas nacionais – cujo objectivo é optimizarem a economia nacional recorrendo a realização de grandes centros de distribuição e reorganização logísticas dos fluxos de transporte. Devem ser de grande ou média extensão.
Pretende-se fazer duas plataformas localizadas nas áreas metropolitanas de Lisboa e Porto com o objectivo de serem grandes centros de distribuição visto que possuem ligações completas as redes nacionais e internacionais de transportes terrestre e aéreos.
2. Plataformas portuárias – Situadas próximos dos grandes portos nacionais com o objectivo de auxiliarem a actividade portuária de modo a maximizar a rentabilidade. Se possível ser o elo de ligação entre os transportes portuários e ferroviários Devem ser de grande ou média dimensão.
Devem ser criadas quatro plataformas localizadas próximo dos portos de Leixões, Aveiro, Lisboa e Sines. Tendo como objectivo aproveitar ao máximo a privilegiada localização do país no extremo ocidental da Europa desenvolvendo uma inter-modalidade com as ligações ferroviárias e aumentar o hinterland portuário até Espanha.
3. Plataformas transfronteiriças – com o objectivo de dinamizar a economia local atraindo investimentos industriais e estender a Espanha os hinterlands portuários. Devem ser de pequena e média dimensão. Devem ser criadas quatro plataformas; Valença, Chaves, Guarda, Elvas/Caia. Têm como objectivo maximizar o fluxo com o exterior.
4. Plataformas regionais – Têm o objectivo de reorganizar os fluxos de transportes de modo a fomentarem uma ligação da rede logística. Devem ser de pequena ou média dimensão. Deve ser criada uma plataforma em Tunes com o objectivo de estabelecer equilíbrio territorial na rede do país.

De modo a aumentar a rentabilidade das plataformas logísticas serão criadas centros de carga aérea com o intuito de aumentar a capacidade do fluxo de cargas aéreas concentrando todas a operações no mesmo local, reduzindo os tempos. Devem ser criados centros de carga aérea em Lisboa e no Porto.
Por tudo isto existirá um sistema informático que fará com que todas as plataformas logísticas se encontrem interligadas (Portugal, 2007, p. 15).
Com a implementação da rede de plataformas logísticas pretende-se (Portugal, 2007, p. 17):
- Aumentar a eficiência logística desenvolvendo o tráfego de mercadorias englobando 93% da economia e população.
- Potenciar os tráfegos actuais gerando um aumento de 16% da movimentação portuária e um aumento de 3% da carga total movimentada em Portugal.
- Aumentar a eficiência dos operadores logísticos possibilitando uma redução média de 10% nos custos logísticos e um aumento de 15% nos fluxos totais de carga.
- Despertar a competitividade industrial portuguesa que será crucial no reordenamento da logística nacional.
- Analogamente a situações internacionais ao estimular a economia espera-se a criação de mais de 5 mil empregos.